# Gianfranco Rastrelli
Gianfranco Rastrelli (Firenze, 28 febbraio 1932 – 21 novembre 2018) è stato un sindacalista e politico italiano.

## Biografia
Dirigente di rilievo della Camera del Lavoro di Firenze ne diviene segretario generale nel 1971. Durante il suo mandato lavora nel tentativo, allora in corso, di dar vita a un'unità organica della CGIL con CISL e UIL. Il tentativo fallisce e si ripiega verso un meno vincolante coordinamento per una unità d'azione.
Successivamente viene eletto segretario generale della CGIL Toscana; quindi, nel 1981, assume l'incarico di segretario nazionale della CGIL con la responsabilità del settore organizzativo. Nel 1988 viene eletto segretario generale del Sindacato Pensionati Italiani, mentre nel 1990 diventa vicepresidente della Federazione europea unitaria dei pensionati.
In occasione delle elezioni politiche del 1994 viene eletto alla Camera nelle liste del Partito Democratico della Sinistra.
Terminato il mandato parlamentare, nel 1996, è nominato membro del consiglio di amministrazione dell'Istituto nazionale di previdenza e assistenza per i dipendenti dell'amministrazione pubblica (INPDAP), in qualità di esperto e in sostituzione del dimissionario Salvatore Cardinale.